# Rubén Pagnanini
Rubén Oscar Pagnanini (født 31. januar 1949 i San Nicolás de los Arroyos, Argentina) er en tidligere argentinsk fodboldspiller (højre back).
Han spillede hovedsageligt hos Estudiantes de La Plata, og havde desuden ophold hos Independiente og Argentinos Juniors. Med Independiente var han med til at vinde to argentinske mesterskaber.
Pagnanini var desuden en del af den argentinske trup der vandt guld ved VM i 1978 på hjemmebane. Han var dog ikke på banen under turneringen. Han nåede i alt at spille fire landskampe og score ét mål.

## Titler
Primera División Argentina
- 1977 (Nacional) og 1978 (Nacional) med Independiente

VM
- 1978 med Argentina